# Finderup Sogn (Kalundborg Kommune)
Finderup Sogn ist eine Kirchspielsgemeinde (dän.: Sogn) auf der dänischen Insel Seeland.
Bis 1970 gehörte sie zur Harde Løve Herred im damaligen Holbæk Amt, danach zur Høng Kommune im Vestsjællands Amt, die wiederum im Zuge der Kommunalreform zum 1. Januar 2007 in der erweiterten Kalundborg Kommune in der Region Sjælland aufgegangen ist.

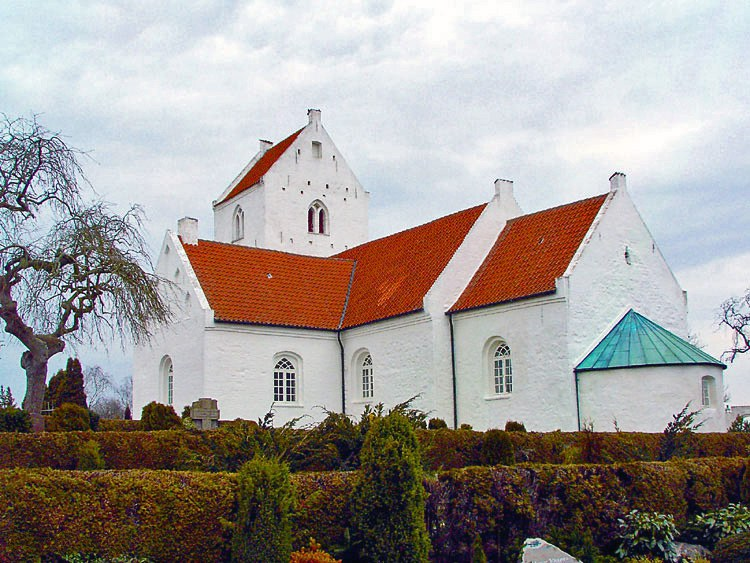
Finderup kirke

Am 1. Januar 2023 lebten 5025 Einwohner im Kirchspiel, davon 4359 in der Ortschaft Høng. Die „Finderup Kirke“ liegt auf dem Gebiet der Gemeinde.
Nachbargemeinden sind im Osten Ørslev Sogn, im Südosten Solbjerg Sogn, im Südwesten Gierslev Sogn, im Westen Gørlev Sogn, im Nordwesten Hallenslev Sogn, im Norden Sæby Sogn, sowie im Nordosten auf dem Gebiet der Sorø Kommune das Kirchspiel Ruds Vedby Sogn.